# مصطفی مردانف
مصطفی مردانف (ترکی آذربایجانی: Mustafa Mərdanov); ۲۷ فوریهٔ ۱۸۹۴ – ۲۸ دسامبر ۱۹۶۸) یک بازیگر تئاتر و سینمای آذربایجانی در دوره شوروی بود.

## زندگی‌نامه
مصطفی مردانف ۱۰ مارس سال ۱۸۹۴ در شهر مرند متولد شد. در سال ۱۹۱۶ از دارالمعلمین مردانه در شهر تفلیس دانش‌آموخته شد. در میان سالهای ۱۹۲۲ تا ۱۹۲۴ در مؤسسه دولتی هنر تئاتر مسکو به ادامه تحصیل پرداخت.

## فعالیت‌های هنری
مصطفی مردانف اولین بار در سال ۱۹۱۰ در تئاتر مسلمانان تفلیس روی صحنه رفت. اولین نقش‌هایی که وی در همان تئاتر ایفا کرد، شامل «حاج قنبر»، «کرم‌علی» و «آدهام» بود. بین سال‌های ۱۹۲۱ الی ۱۹۲۲ مسئولیت تئاتر آذربایجانی تفلیس را به عهده گرفت. از سال ۱۹۲۴ شروع به روی صحنه رفتن در تئاتر دولتی درام آذربایجان کرد.
مصطفی مردانف به خاطر داشتن توانایی در عرصه طنز تیز و نافذ و کمدی مورد توجه واقع شد. برخورداری از ارتباطات و همکاری تنگاتنگی با بازیگران برجسته آذربایجانی همچون عباس میرزا شریفزاده، صدقی روح‌الله، آقاصادق گراربیگلی، علی‌اسگر علی‌اکبرف این امکان را برای وی فراهم آورد که چیزهای زیادی را از آن‌ها یاد بگیرد.
«آتاکیشی»، «امام‌وردی» (نمایش‌نامه «سویل» جعفر جبارلی)، «اخلشتاکوف» (اثر بازرس کل نیکلای گوگول)، «لوکا» (اثر «در پایان» ماکسیم گورکی)، «اشماغا» (اثر بدون تقصیر آلکساندر آستروفسکی)، «پولونیئوس» (اثر «هلمت» ویلیام شکسپیر) و غیره… در زمره نقش‌های پرآوزه او قرار دارند.
مصطفی مردانف از یکی از نخستین بازیگران سینمای آذربایجانی بود. نقش «مزدور قلی» اولین نقشی وی در فیلم سینمایی بود که در فیلمی به اسم «بسم‌الله» آفرید. این فیلم اولین فیلم عباس میرزا شریفزاده به عنوان کارگردان بود، که از اولین نمونه‌های فیلم صامت به‌شمار می‌رود. مصطفی مردانف در فیلم‌هایی مانند «به نام خدا»، «حاج قارا»، «سویل»، «الیاتیف»، «مردم باکو»، «کندلی‌لر» (روستاییان)، «سبوهی»، «سنگ سیاه»، «صبح»، «ملاقات»، «احمد کجاست؟» و… ایفای نقش داشت. وی بیشتر به ایفای نقش مأمور اطلاعاتی «حسن‌بیگ» در فیلم «نه آن، پس این» شهرت دارد.
مصطفی مردانف در بسیاری از فیلم‌های ساخته شده در دهه ۱۹۲۰ نقش داشت.
ایفای دو نقش مخالف در فیلمی به اسم «دهقانان» که توسط برادرش «صمد مردانف»، کارگردان معروف آذربایجانی، ساخته شده بود موید قریحه بالای مصطفی مردانف در عرصه بازیگری بود.
در میان سالهای ۱۹۶۲ الی ۱۹۶۸ مصطفی مردانف سکان هدایت جمیت تئاتر آذربایجان را در دست گرت. وی تعداد زیادی نمایشنامه را به زبان ترکی آذربایجانی ترجمه کرد. در سال ۱۹۶۹، کتاب وی با عنوان «۵۰ سال روی صحنه آذربایجان» در باکو به چاپ رسید. یکی از خیابان‌های شهر باکو به نماد نثار احترام به مصطفی مردانف و برادرش صمد مردانف اسم «برادران مردانف» را به یدک می‌کشد.
مصطفی مردانف در روز ۲۸ دسامبر سال ۱۹۶۸ در باکو درگذشته و در پارک مفاخر باکو به خاک سپرده شد.